# Rell Sunn
Rell Sunn (nascida em 1950 – falecida em 2 de janeiro de 1998 em Makaha, Havaí) foi uma campeã do mundo de surfe estadounidense. Conhecida como a Rainha de Makaha, Oahu. Seu segundo nome, Ka-polioka'ehukai, significa ‘coração do mar’. Para os jovens surfistas do Havaí a sua alcunha era a Tia Rell.

## Família
Nasceu com o nome de Rell Kapolioka'ehukai Sunn em Makaha (Oahu) em 1950, a segunda mais jovem dos cinco filhos de Roen e Elbert Sunn. Seu pai é chinês e sua mãe havaiano-irlandesa.
O último marido de Sunn foi Dave Parmenter, com quem contraiu casamento em 1995. Sua filha, Jan está casada com Tony Kaumana e têm dois filhos - a neta de Rell, Kamalani, que se parece a Rell e seu neto Caiden Kaumana. Sunn divorciou-se em duas ocasiões.

## O surf
Sunn foi uma pioneira dentro do surf feminino profissional. Foi a primeira mulher socorrista do Havaí. Contribuiu para a criação da associação "Women's Surfing Hui" e a Women's Professional Surfing Association. Em 1975 fundou o circuito profissional de surf feminino. Em 1982 ocupava o primeiro posto na classificação de surf profissional a nível internacional.
Sunn começou a surfar aos 4 anos. Em 1997, rodou-se um documentário sobre a sua vida, que ganhou diversos prémios com o título Heart of the Sea (Coração do Mar) é realizado por Charlotte Lagarde e Lisa Denker.

## Diagnóstico de cancro de mama
Em 1983, aos 32 anos, diagnosticou-se-lhe um cancro de mama.
A partir desse momento, começou a colaborar como disc jockey na rádio e como repórter de surf, fisioterapeuta numa residência de Waianae além de conselheira num centro de investigação do cancro.
Sunn colaborou num programa piloto de consciencialização sobre o cancro mamário no centro Wai’anae Cancer Research Center que incluía informar as mulheres da região sobre as causas e a prevenção desta doença. Seu diagnóstico de cancro causou uma grande surpresa, já que tinha-se mostrado sempre muito cuidadosa com a sua dieta e exercício.